# Zaretis vulpina
Zaretis vulpina är en fjärilsart som beskrevs av Hans Fruhstorfer 1909. Zaretis vulpina ingår i släktet Zaretis och familjen praktfjärilar. Inga underarter finns listade i Catalogue of Life.